# Damias aenea
Damias aenea là một loài bướm đêm thuộc phân họ Arctiinae, họ Erebidae.